# Sphaeroma curtum
Sphaeroma curtum är en kräftdjursart som först beskrevs av Leach 1818.  Sphaeroma curtum ingår i släktet Sphaeroma och familjen klotkräftor. Inga underarter finns listade i Catalogue of Life.